# Picea breweriana
Picea breweriana, slöjgran, är en tallväxtart som beskrevs av Sereno Watson. Picea breweriana ingår i släktet granar, och familjen tallväxter. IUCN kategoriserar arten globalt som nära hotad. Inga underarter finns listade i Catalogue of Life.

## Bildgalleri

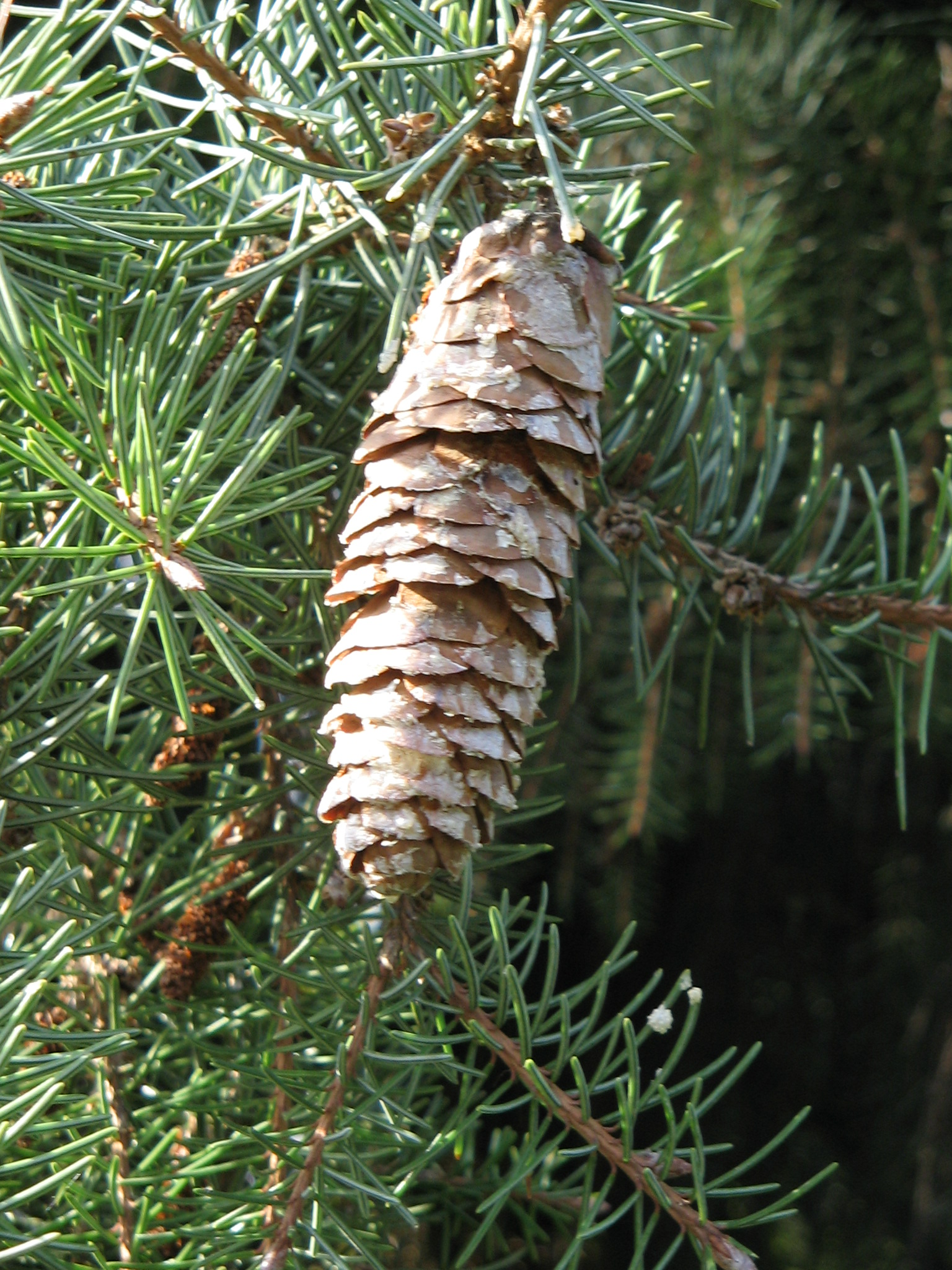
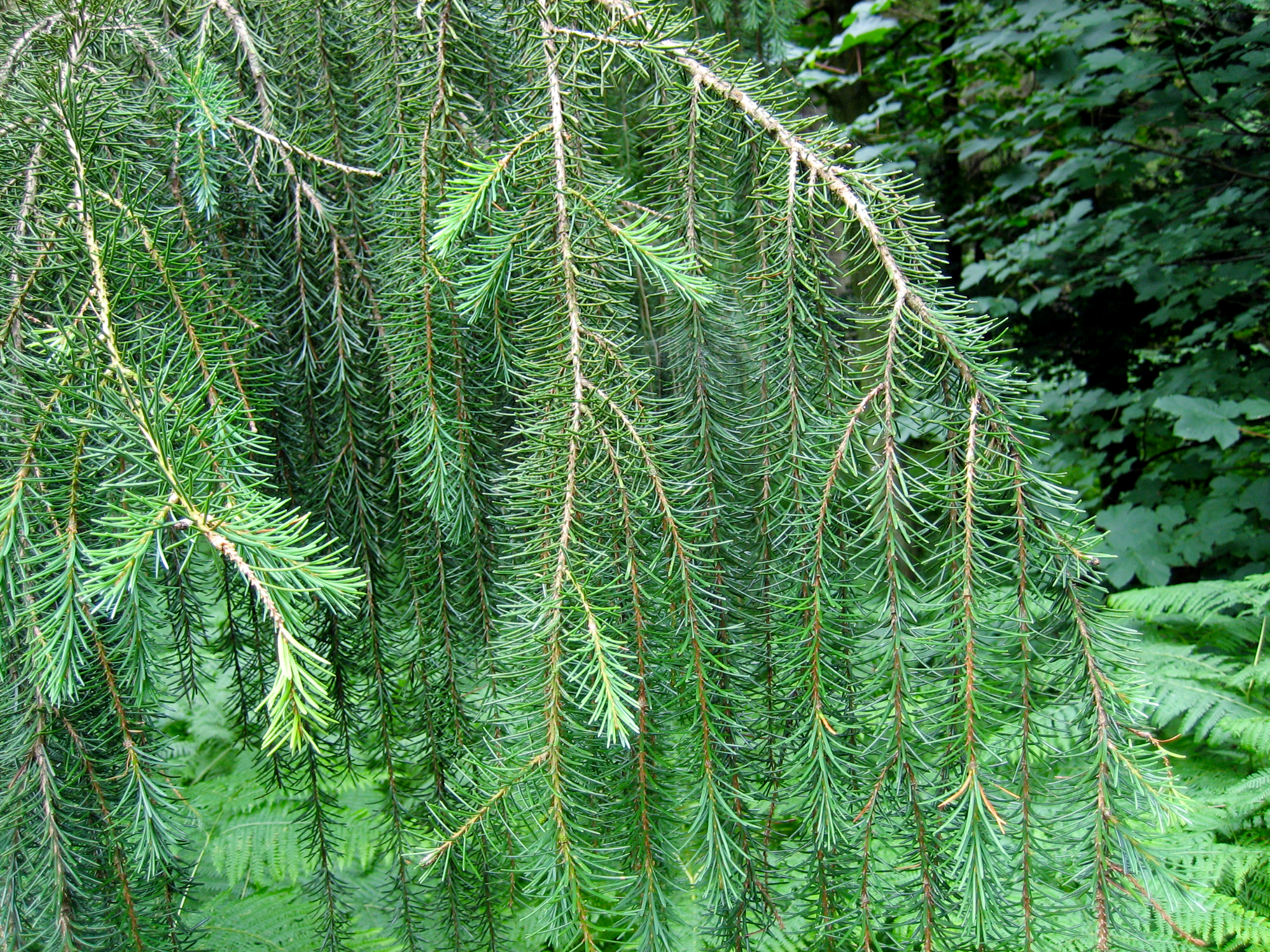
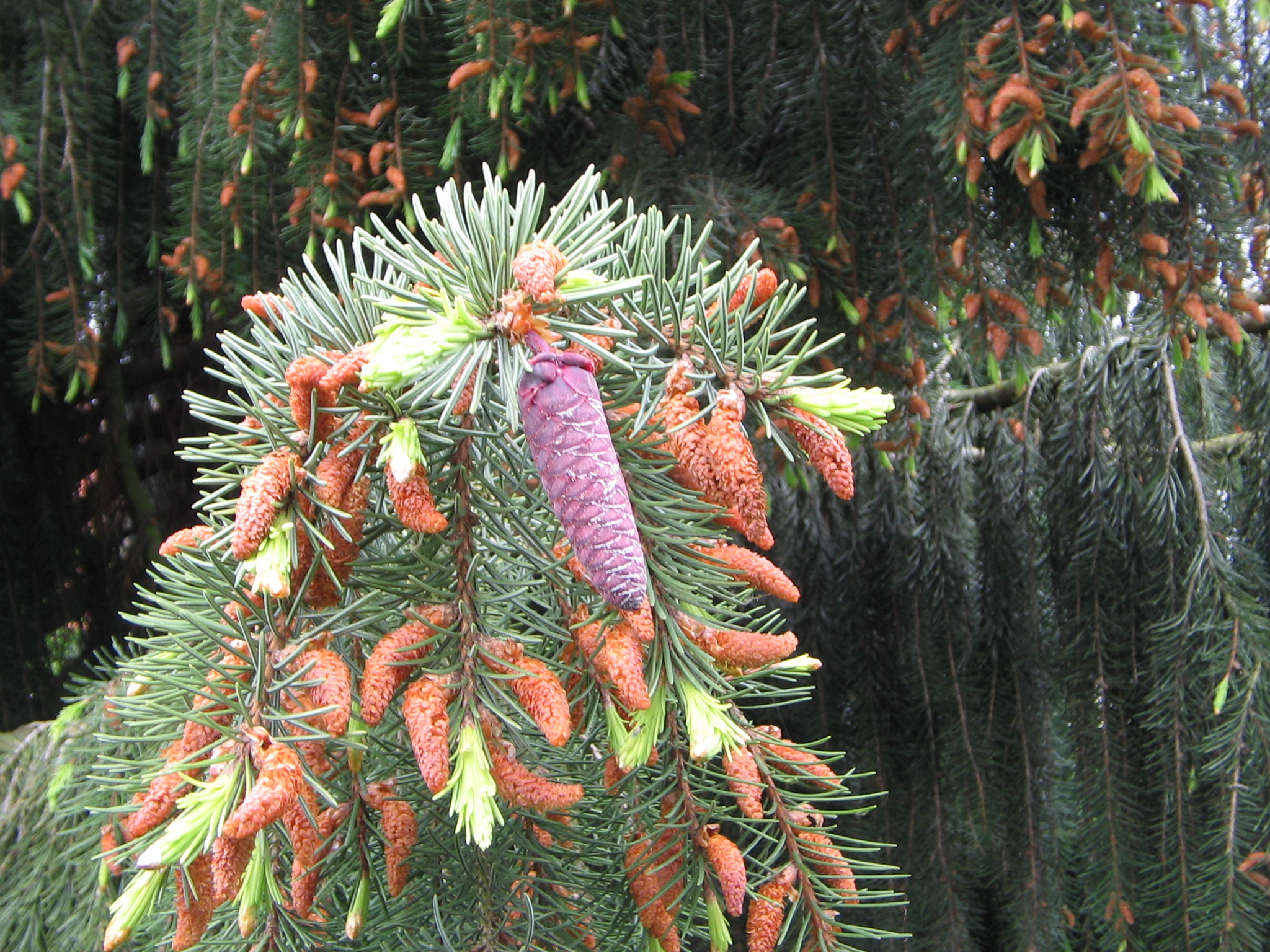
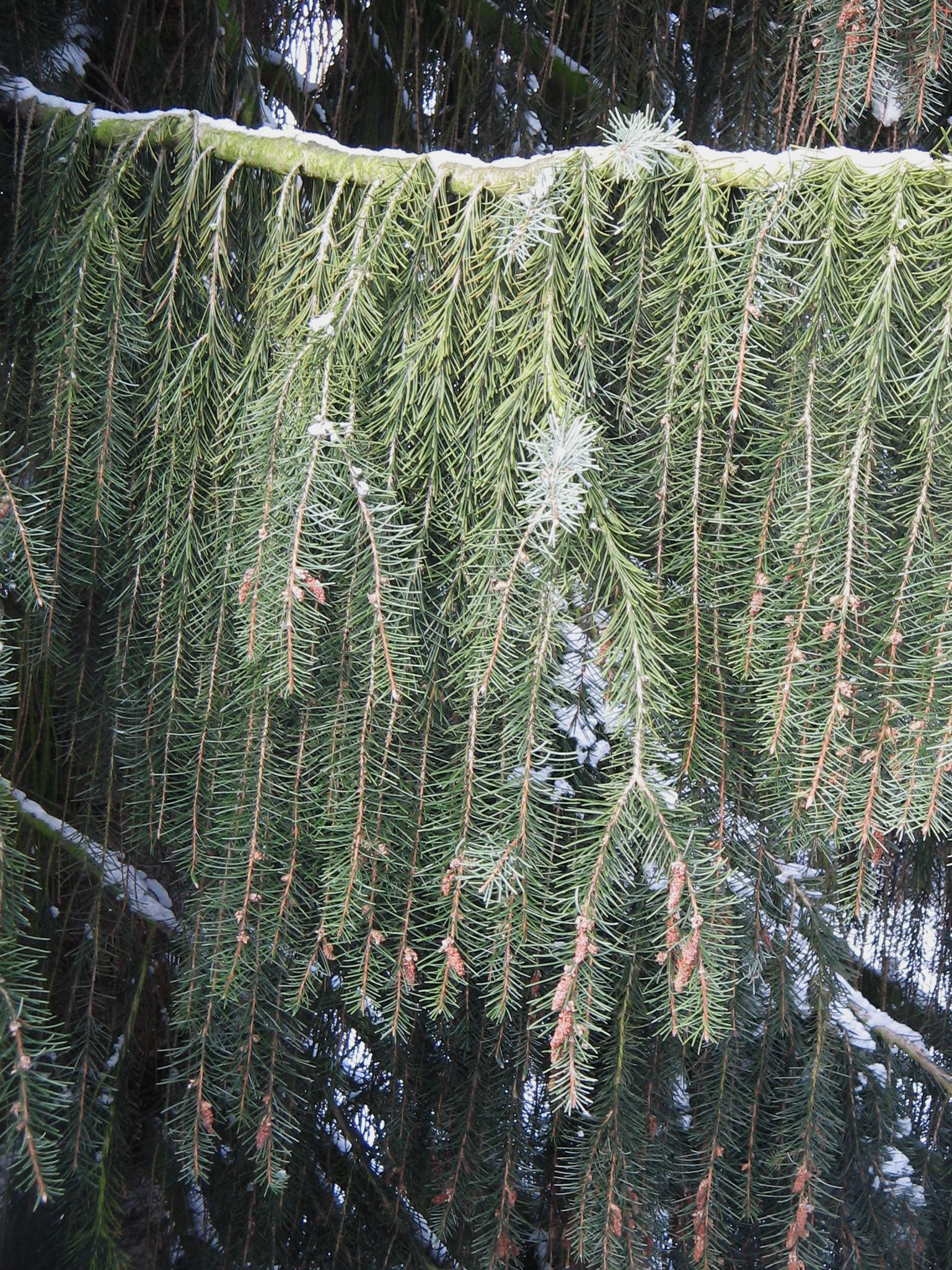
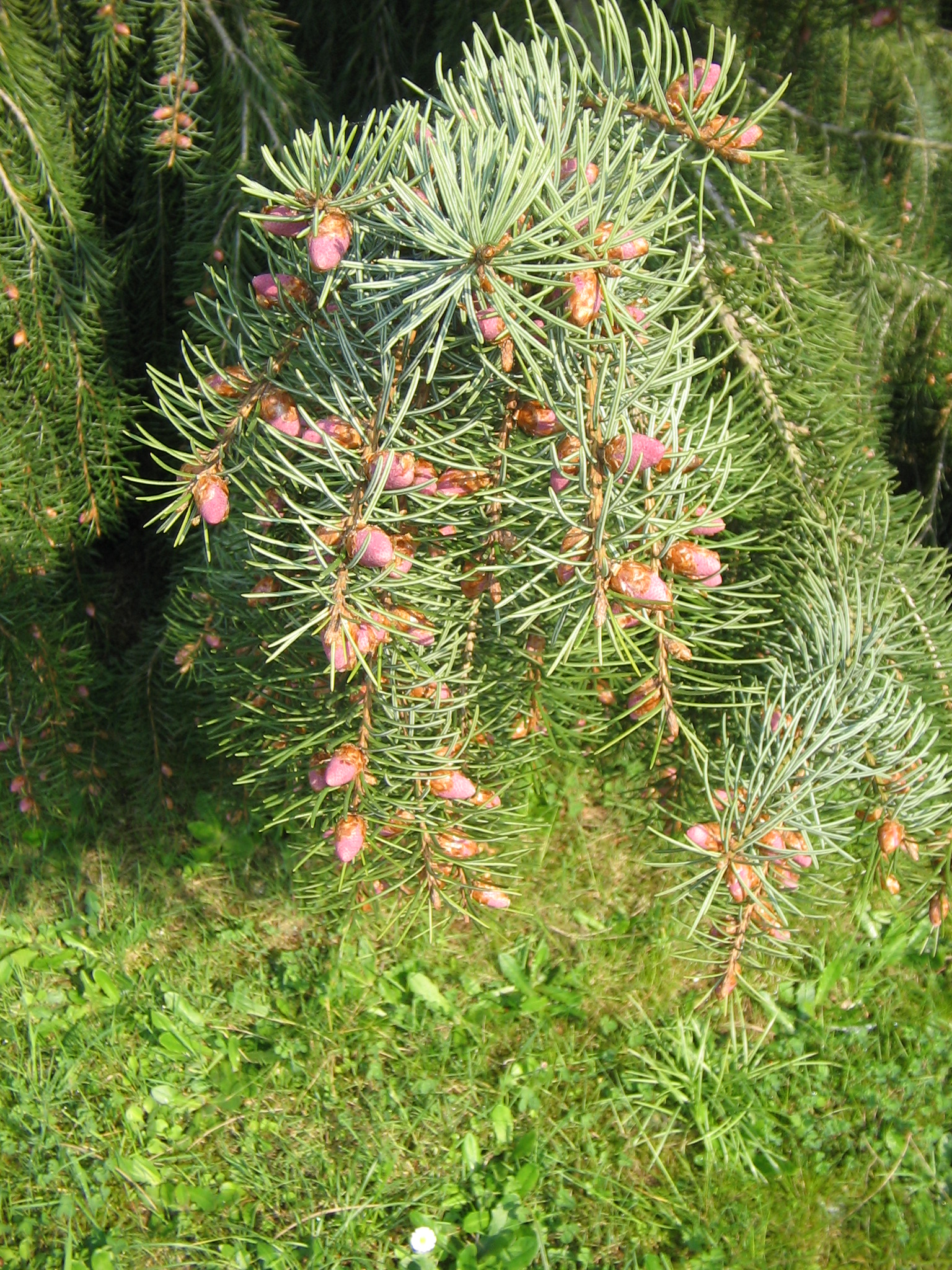
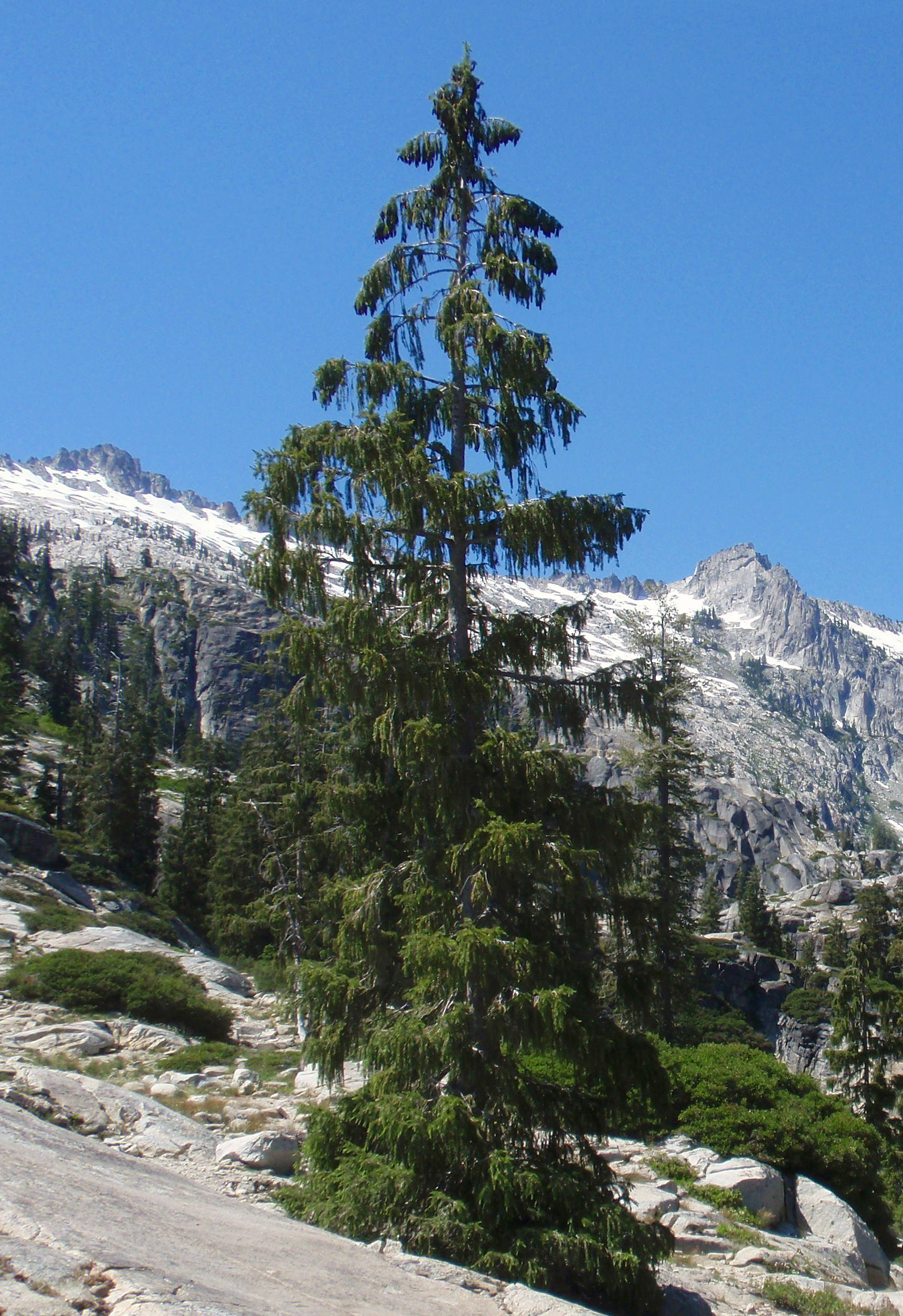